# Friedrich Pascoe
Friedrich Pascoe (* 31. Mai 1867 in Gießen; † 23. Februar 1930 ebenda) war ein deutscher Apotheker, Pharmazeut und Unternehmer.

## Leben
Friedrich Pascoes englischstämmiger Vater Samuel Pascoe (* 20. September 1835; † 6. Juni 1908) fungierte ab 1857 als Betriebsleiter des in Großen-Linden gelegenen Bergwerks Grube Fernie. Samuel Pascoe heiratete Auguste Linz (* 16. Mai 1839; † 28. August 1908), mit der er neun gemeinsame Kinder hatte. Friedrich Pascoe kam als Viertgeborener am 31. Mai 1867 in Gießen zur Welt und wurde auf den Namen Arthur Frederic Henry Pascoe getauft.
Eine jüngere Schwester von Friedrich Pascoe, Nelly (1872–1946), heiratete den US-amerikanisch-deutschen Hygieniker William Philipps Dunbar (1863–1922), der 1892 zum Gründungsdirektor des Hygienischen Instituts Hamburg ernannt wurde. Eine ältere Schwester von Friedrich Pascoe, Jenny (* 24. November 1862; † 24. Juli 1920), heiratete den Juristen und Politiker Wilhelm Grünewald (1859–1925).
Friedrich Pascoe begann 1883 eine dreijährige Apothekerlehre in der Hildesheimer Rats-Apotheke, einer der ältesten Apotheken Norddeutschlands. 1892 schrieb sich Pascoe als Pharmazie-Student an der Großherzoglich Hessischen Ludwigs-Universität Gießen ein. 1894 schloss er dort sein Pharmazie-Studium erfolgreich ab. Dank seiner finanzkräftigen Eltern konnte Pascoe direkt im Anschluss die heute nicht mehr bestehende Adler-Apotheke in Mülheim an der Ruhr kaufen. 1896 heiratete er Hermine Heide (* 3. Juli 1870; † 15. Juli 1941). 1897 wurde die erste Tochter Erica Julia Augusta und 1898 die zweite Tochter Margareta Henriette Marie geboren. Im Jahr 1899 kam Sohn Fritz Pascoe in Mülheim an der Ruhr auf die Welt. 1902 verkaufte Friedrich Pascoe seine Mülheimer Apotheke und war anschließend an verschiedenen Orten in Deutschland beruflich tätig.
Im Jahr 1919 kehrte Friedrich Pascoe nach Gießen zurück und gründete das Unternehmen Pascoe & Co. chemisch-pharmazeutische Präparate. Die vorwiegend flüssigen Arzneimittel auf Pflanzenbasis wurden zunächst im Gebäude Liebigstraße 15 hergestellt.
Friedrich Pascoe war auch gesellschaftlich aktiv. 1923 war er einer der Mitbegründer des Gießener Schwimmvereins, dessen Vorsitzender er anschließend für einige Jahre wurde.
1923 wurde sein Unternehmen in die Pascoe AG Fabrik chemisch-pharmazeutischer Produkte überführt. Da nun auch Spirituosen produziert wurden, erfolgte die Verlegung des Unternehmenssitzes auf das Grundstück Burggraben 9. Weil die Pascoe AG in den Jahren 1924 und 1925 hohe Verluste einfuhr, musste 1926 für das Unternehmen ein Konkursverfahren eröffnet und der Grundbesitz sowie die Betriebsstätte verkauft werden. Schon 1927 eröffnete Friedrich Pascoe auf dem Grundstück Ludwigstraße 31 in Gießen einen Betrieb zur Herstellung biochemischer und komplexhomöopathischer Arzneimittel. Beeinflusst wurde diese Produktwahl durch den „Vater der Komplex-Homöopathie“, Pastor Emanuel Felke (1856–1926). Spagyrische Arzneimittel vervollständigten das Produktsortiment des neuen Unternehmens Ende der 1920er Jahre. Kurz nach der Neuausrichtung starb Friedrich Pascoe am 23. Februar 1930 im Alter von 63 Jahren. Die Nachfolge in der Geschäftsleitung trat sein Sohn Fritz Pascoe (1899–1970) an.
Die Familiengruft der Familie Pascoe befindet sich auf dem Gießener Neuen Friedhof (Rodtberg) im östlichen Innenhof-Säulengang des Gebäudekomplexes am Friedhofseingang.

## Bilder

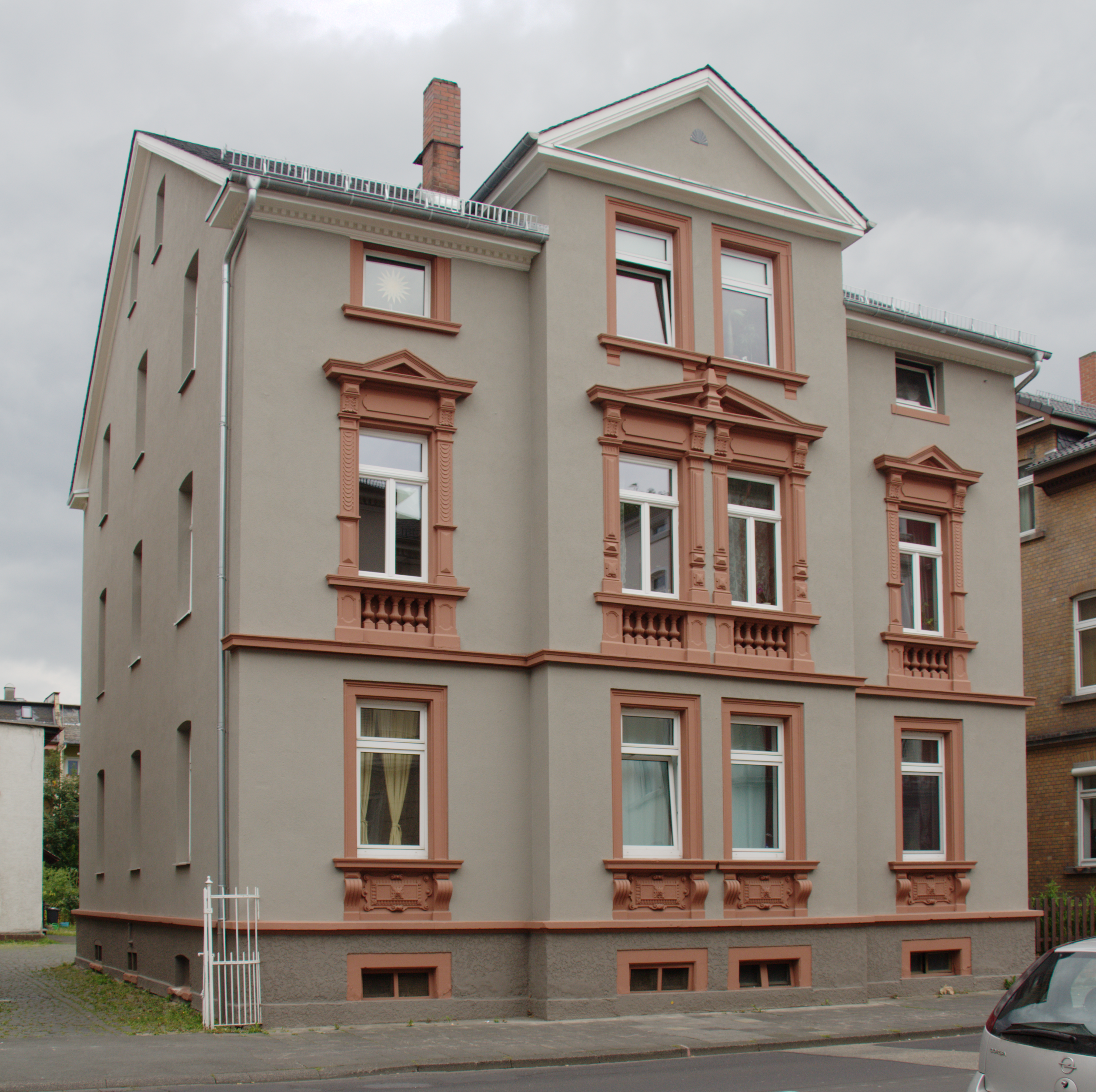
Dritter Firmensitz der Firma Pascoe in Gießen, Ludwigstraße 31
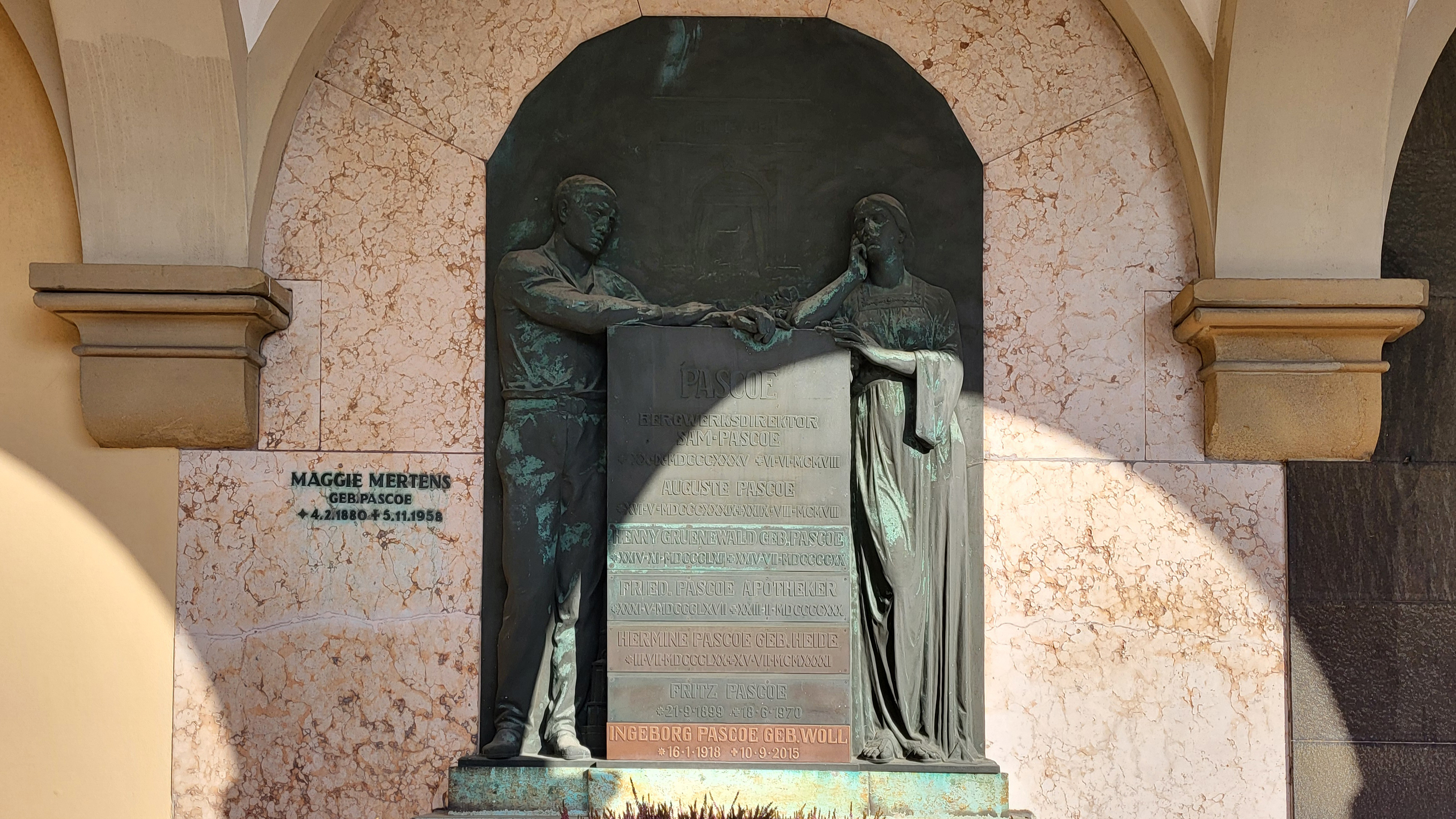
Gruft der Familie Pascoe auf dem Neuen Friedhof in Gießen, Friedhofsallee 43